# Béroé fille d'Aphrodite
Pour les articles homonymes, voir Béroé.

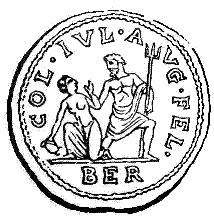
Neptune et Béroé. Monnaie en laiton frappée à Béryte, portant sur l'avers la tête d'Héliogabale et sur le revers "COL. IVL. AVG. FEL. BER." avec une scène copiée d'un spécimen conservé au British Museum (1994,0915.193).

Dans la mythologie grecque, Béroé est un personnage mineur, éponyme de la cité de Bérytos (antique Beyrouth).
Son nom apparaît essentiellement dans les Dionysiaques, mais son ancienneté reste douteuse, quoiqu'attestée. Nonnos la chante longuement au chant XLI, et donne successivement deux récits contradictoires de ses origines tout en semblant indiquer qu'il s'agit d'un seul et même personnage : d'abord présentée comme née, au commencement du monde, des amours d'Océan et de Téthys et comme la déesse poliade de Bérytos (antique Beyrouth), elle est dans un second temps donnée comme fille d'Aphrodite et d'Adonis. Elle est alors élevée par Astrée et devient une compagne de chasse d'Artémis. Égalant sa mère en beauté, elle est remarquée par Zeus mais celui-ci la cède finalement à Poséidon qui la convoitait aussi. Un combat naval (« naumachie ») a ensuite lieu entre Poséidon et Dionysos pour la possession de Béroé, opposant les troupes aquatiques du premier aux alliés traditionnels (satyres, silènes, Ménades, Bassarides, etc.) du second. Affligée par ce combat, la Néréide Psamathée supplie Zeus d'intervenir. Le dieu accorde la main de Béroé à son frère Poséidon (qui n'est, dans les Dionysiaques, jamais regardé comme l'époux de la déesse Amphitrite), tandis que Dionysos trouve rapidement consolation à son échec dans la promesse qui lui est faite par Éros au terme de laquelle il deviendra bientôt l'époux d'Aura (la Brise) (fin du chant XLIII).
L'existence de Béroé en tant que divinité poliade de Bérytos (antique Beyrouth) est attestée par sa présence sur de nombreuses pièces de monnaie antiques. En tant que fille d'Océan et de Téthys, elle est, avant Nonnos de Panopolis, mentionnée par Virgile parmi les compagnes de Cyrène dans la Quatrième Géorgique (« et Clio, et Béroé sa sœur, l'une et l'autre Océanides, arborant toutes deux une ceinture d'or, et couvertes pareillement de peaux bigarrées »).
Béroé peut être aussi, selon d'autres sources la nourrice de Sémélé, mère de Dionysos, dont Héra aurait pris l'apparence.

## Sources
1. ↑  Seth William Stevenson, Charles Roach Smith et Frederic W. Madden, A Dictionary of Roman Coins, Republican and Imperial, London, George Bell and Sons, 1889, 128 p. (lire en ligne)

- Nonnos de Panopolis, Dionysiaques [détail des éditions] [lire en ligne], XLI-XLIII.